# アイヒラーの法則

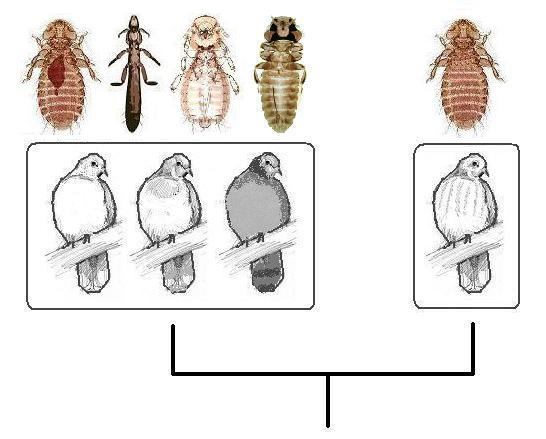
宿主の姉妹クレードを比較すると、分類学的に多い宿主において、分類学的に多い寄生虫相を見ることができる。

寄生生物は宿主に対して特異性が高い傾向があり、したがって宿主の分類学的な多さと寄生生物のそれには正の共変動があると期待するのは妥当である。ドイツの動物学・寄生生物学の権威であるヴォルフディートリヒ・アイヒラー(Wolfdietrich Eichler, 1912–1994)が1942年にこの関係を最初に指摘し、のちにこれはアイヒラーの法則と命名された。共進化法則の最初の3つのうちの1つである。
近年、Vasと共著者はアイヒラーの法則の検証し、非常に強い相関の証拠が鳥類と哺乳類の種の多さとそれらの寄生シラミの属の多さの間の正の共変動を支持すると結論付けた。